# 2019 World Horticultural Exposition
Expo 2019 was een internationale tuinbouwtentoonstelling die werd gehouden door het Bureau International des Expositions (BIE) en vond plaats in het district Yanqing in Beijing, China. De voorgaande expo, Expo 2016 werd in Antalya, Turkije gehouden. De tentoonstelling opende op 29 april 2019 en duurde tot en met 7 oktober 2019. Het terrein waar de expo plaatsvond had een grootte van 503 hectare, en een bezoekersaantal van 16 miljoen werd verwacht.
Het was de grootste tuinbouwtentoonstelling tot aan dan toe. Twee dorpen moesten wijken voor de aanleg van het tentoonstelling. De expo had het motto: "Building a Beautiful Home Featuring Harmonious Coexistence between Man and Nature" (Bouwen aan een mooi thuis met harmonische samenwerking tussen mens en natuur).